# Catfish México
Catfish México es un programa de televisión mexicana es la versión estadounidense Catfish: mentiras en la red basado en el documental de 2010 Catfish, transmitido por MTV Latinoamérica es presentado por el Youtuber Chapu Garza y el Actor José Luis Badalt, se estrenó el 1 de marzo de 2018.

## Episodios
| N.º | Título                                                      | Fecha de emisión original |
| --- | ----------------------------------------------------------- | ------------------------- |
| 1 | «El romántico: Carlos y Luci»                               | 1 de marzo de 2018        |
| Durante casi 2 años Carlos ha mantenido una relación amorosa en línea con Luci, la mujer de su vida y está desesperado por conocerla en persona. Ella es una chica muy ocupada, aun así, lo ha apoyado en los momentos más difíciles de su vida.                                                   |                                                             |                           |
| 2 | «El chico que adopte - Midori y Bul»                        | 8 de marzo de 2018        |
| Midori desde hace año y medio se enamoró de Bul en redes. Él le propuso matrimonio y ella dijo que sí, pero la distancia los separaba de encontrarse y las videollamadas nunca se concretaban. Su mayor miedo es que Bul no sea quién dice ser. ¿Estará lista Midori para enfrentarse a la verdad? |                                                             |                           |
| 3 | «Antonio y Javier»                                          | 15 de marzo de 2018       |
| Antonio comenzó a recibir llamadas misteriosas de un número desconocido todas la noches, con el tiempo la persona detrás del teléfono se ganó su confianza y cariño. Antonio está ansioso por saber con quién ha hablado todo este tiempo.                                                         |                                                             |                           |
| 4 | «Novio fantasma - Araceli y Missael»                        | 22 de marzo de 2018       |
| Hace años Araceli se enamoró de Missael, e iniciaron una relación en línea, todo iba súper bien, hasta que recibió un mensaje donde le decían que había muerto. Afortunadamente todo fue una mentira y Misael reapareció.                                                                          |                                                             |                           |
| 5 | «Tres en 1 - José y Enrique»                                | 29 de marzo de 2018       |
| José viaja desde Venezuela para desenmascarar a las personas detrás del perfil de Enrique. Todo podría ser un juego, que le provoca amor y miedo al mismo tiempo. |                                                             |                           |
| 6 | «Mi primer amor - Jaquie y Álex»                            | 5 de abril de 2018        |
| Jaquie tiene un mal presentimiento, Álex su novio virtual de 2 años se está alejando y no quiere perderlo. Llama a Chapu y Badalt como un último recurso para conocer y recuperar al mismo tiempo, a su primer amor.                                                                               |                                                             |                           |
| 7 | «Una aventura suicida - Jesús y Athalia»                    | 19 de abril de 2018       |
| Después de 6 años de una relación en línea intermitente, encuentros fallidos, un divorcio y un hijo, Jesús se cansó y buscó a Catfish México para saber si la persona de quién se enamoró, es real.                                                                                                |                                                             |                           |
| 8 | «Novio fantasma -»Admirador secreto - Samantha y Antonio    | 3 de mayo de 2018         |
| Samantha tiene sentimientos muy fuertes por un perfil en Facebook desde hace 6 meses, que sabe todo lo que hace. Hay 2 sospechosos principales. Chapu y Badalt crearán una red esperando a que el catfish caiga.                                                                                   |                                                             |                           |
| 9 | «Pronto me casare con un canal de Youtube - Daney y Random» | 24 de mayo de 2018        |
| Hace 3 años Daney hizo una audición para doblar voces en un canal de Youtube, ganó y conoció al amor de su vida; le pidió matrimonio y aceptó pero nunca ha visto su cara. Necesita ayuda urgente.                                                                                                 |                                                             |                           |
| 10 | «Me están usurpando - Karla»                                | 31 de mayo de 2018        |
| Karla ha encontrado perfiles falsos en la red, utilizando sus fotografías, los ha reportado, algunos han desaparecido y en otros aparece bloqueada. Su mayor preocupación es, ¿qué pueden estar haciendo con esos perfiles falsos? y ¿quién está detrás?                                           |                                                             |                           |